# Bachfest Leipzig

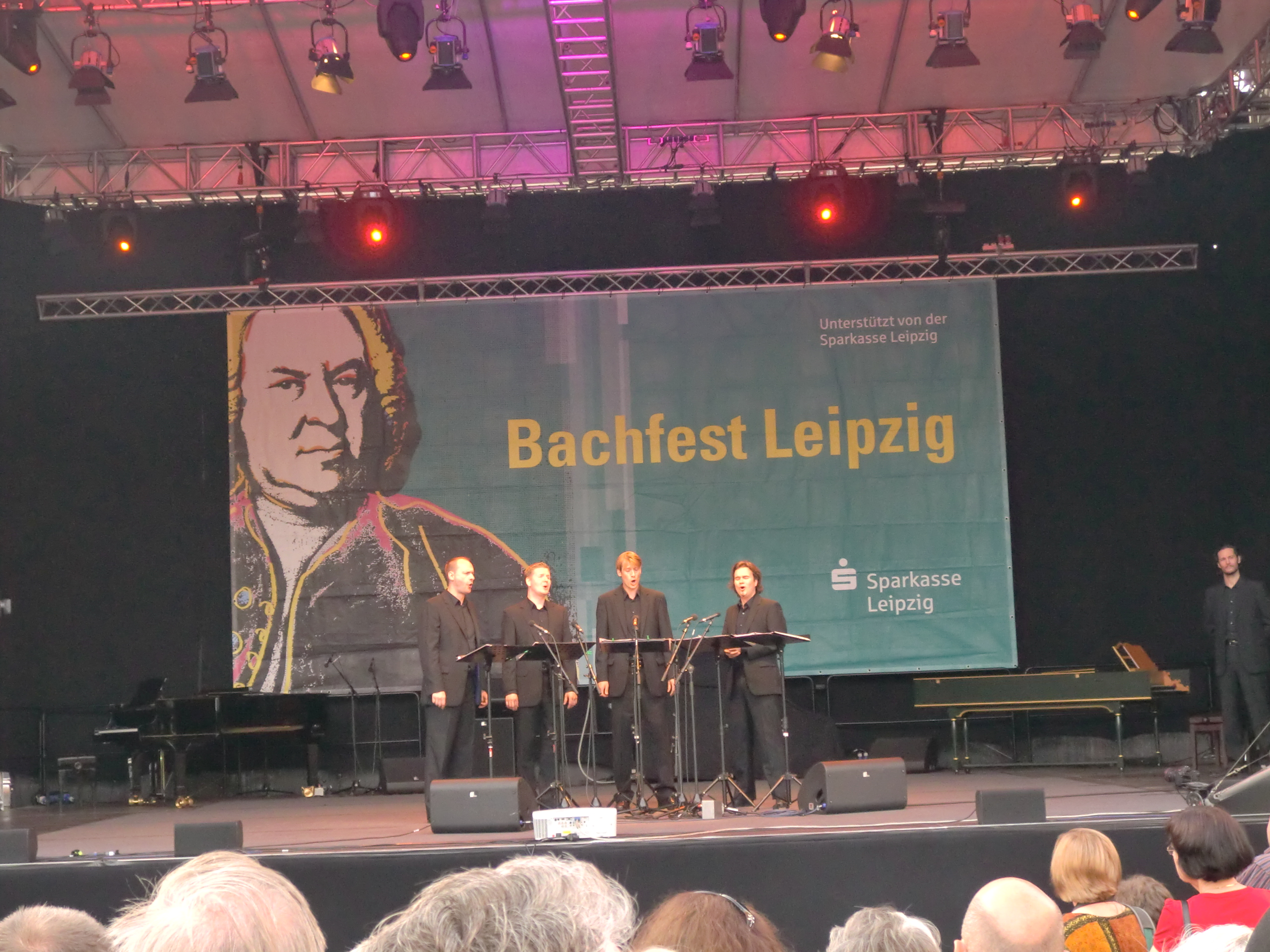
Das ensemble amarcord vor dem Alten Rathaus Leipzig zum Bachfest

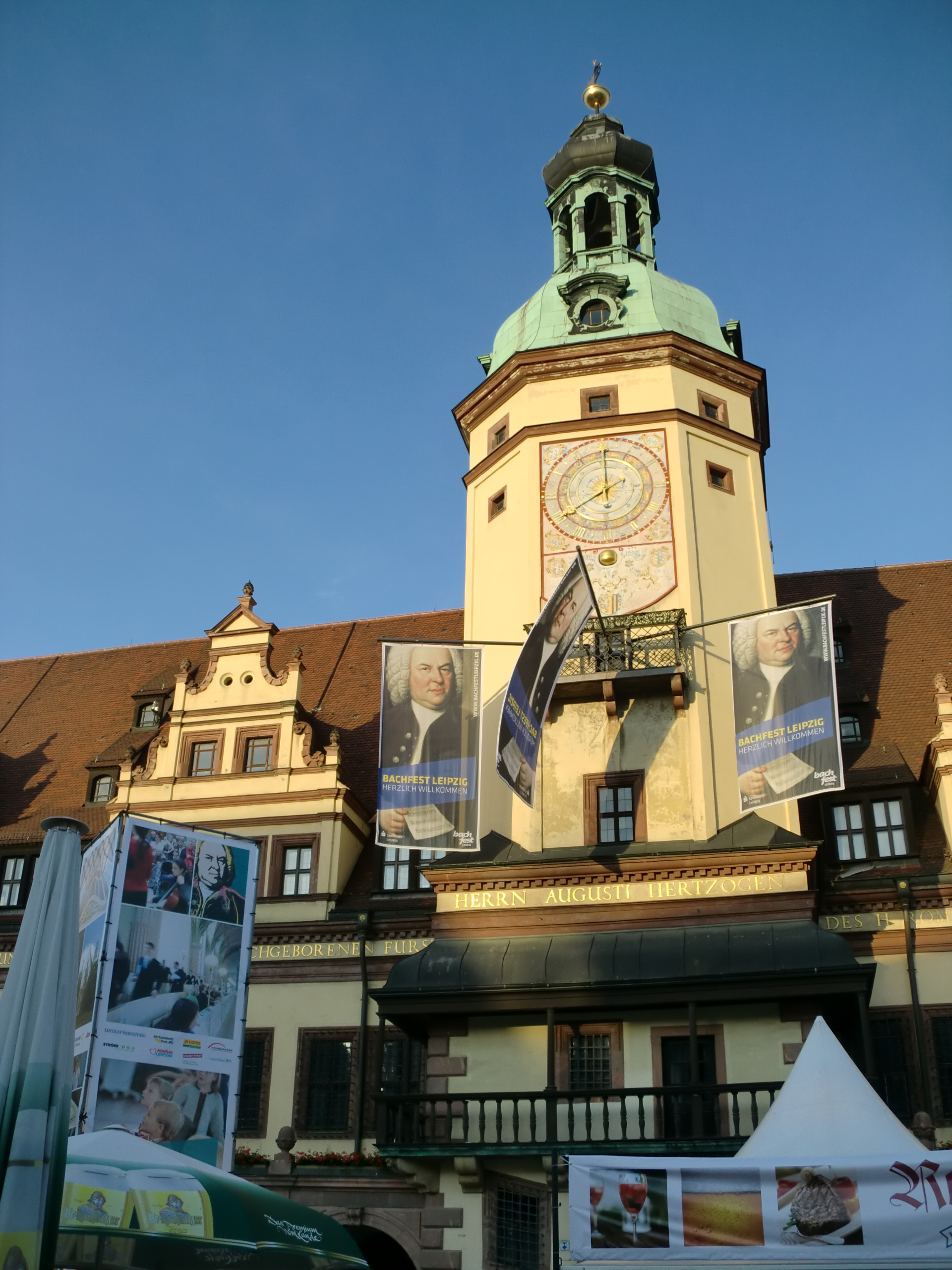
Werbung für das Bachfest vor dem Alten Rathaus

Das Bachfest Leipzig ist ein Musikfestival. Es fand in der Stadt Leipzig zum ersten Mal im Jahre 1908 statt.
Bereits 1904 hatte es das 2. deutsche Bachfest der Neuen Bachgesellschaft in der Messestadt gegeben. Das Bachfest fand in der Folgezeit in unregelmäßigen Abständen, zum Teil als Bachwochen oder Bachtage bezeichnet, statt.
Seit dem Jahre 1999 wird das Festival jedes Jahr vom Bach-Archiv im Auftrag der Stadt Leipzig organisiert, jedes Mal unter einem anderen Motto.
Zum Bachfest werden in verschiedenen Kontexten Werke von Johann Sebastian Bach aufgeführt, der von 1723 bis zu seinem Tode 1750 in Leipzig lebte und als Thomaskantor an der Thomaskirche wirkte. Ferner gehören Orgelfahrten in Mitteldeutschland zum regelmäßigen Programm.
Jedes Jahr finden etwa 100 einzelne Veranstaltungen im Rahmen des Bachfests statt, darunter ein Konzert unter der Leitung des Thomaskantors zur Eröffnung.
Seit 2011 finden im Rahmen des Festes die BachSpiele Leipzig statt.

## Mottos
- 2004: „Bach und die Romantik“
- 2005: „Bach und die Zukunft“
- 2006: „Von Bach zu Mozart“
- 2007: „Von Monteverdi zu Bach“
- 2008: „Bach und seine Söhne“
- 2009: Bach – Mendelssohn – Reger
- 2010: Bach – Schumann – Brahms
- 2011: „… nach italienischem Gusto“
- 2012: „… ein neues Lied“ – 800 Jahre Thomana
- 2013: „Vita Christi“
- 2014: „Die wahre Art“
- 2015: „So herrlich stehst du, liebe Stadt!“
- 2016: „Geheimnisse der Harmonie“
- 2017: „‚Ein schön new Lied‘ – Musik und Reformation“
- 2018: „Zyklen“
- 2019: „Hof-Compositeur Bach“
- 2020: ausgefallen wegen der Corona-Pandemie
- 2021: „Erlösung“
- 2022: „BACH - We Are FAMILY“ (ursprünglich für 2020 geplant)
- 2023: „BACH for Future“
- 2024: CHORal TOTAL[1]
- 2025: Transformation[2]

## Umweltaspekte
Das Bachfest versucht Umweltbelastungen zu minimieren, es vermeidet beispielsweise Catering mit Plastikgeschirr und sorgt dafür, dass internationale Künstler nicht nur für einen einzigen Auftritt die lange Reise auf sich nehmen, sondern gleich mehrere Konzerte in Folge stattfinden können. Zudem wird an einem papierlosen Ticketsystem gearbeitet. 
Ca. die Hälfte der jährlich 70.000 Besucher reist mit dem Flugzeug an. Um den Ökologischen Fußabdruck des Festivals zu vermindern, unterstützt das Bachfest die Anpflanzung eines Johann-Sebastian-Bach-Waldes am Störmthaler See bei Leipzig. In Störmthal prüfte Bach die 1723 von Zacharias Hildebrandt erbaute Orgel, die mit der von Bach zu diesem Anlass komponierten Kantate Höchsterwünschtes Freudenfest (BWV 194) eingeweiht wurde.